# Gaultheria ovatifolia
Gaultheria ovatifolia är en ljungväxtart som beskrevs av Asa Gray. Gaultheria ovatifolia ingår i släktet Gaultheria och familjen ljungväxter. Inga underarter finns listade i Catalogue of Life.